# 47th Ohio Infantry
Quarante-septième régiment d'infanterie de volontaires de l'Ohio
Le 47th Ohio Volunteer Infantry (ou 47th OVI) est un régiment d'infanterie de l'armée de l'Union lors de la guerre de Sécession.

## Service
Le 47th Ohio Infantry est organisé dans le camp Dennison (en) près de Cincinnati, Ohio et entre en service le 13 août 1861 pour une durée de trois ans sous le commandement du colonel Frederick Poschner.
Le régiment est rattaché à la brigade de McCook du district de la Kanawha en Virginie occidentale jusqu'en octobre 1861. Il est ensuite rattaché à la 1st Brigade, de la division de la Kanawha, en Virginie occidentale jusqu’en mars 8162. Il est alors affecté à la 3rd Brigade, de la division de la Kanawha en Virginie occidentale jusqu'en août 1862. Il est rattaché au district de la Kanawha de Virginie occidentale du département de l'Ohio jusqu'en décembre 1862. Il est affecté à la brigade d'Ewing de la division de la Kanawha en Virginie occidentale jusqu'en janvier 1863.
Il est ensuite rattaché à la 3rd Brigade de la 2nd Division du XV corps de l'armée du Tennessee jusqu'en octobre 1863. Il est affecté à la 2nd Brigade de la 2nd Division du XV corps jusqu'en juin 1865 et finalement au département de l'Arkansas jusqu’en août 1865.
Le 47th Ohio Infantry est libéré à Little Rock, Arkansas le 11 août 1865.

## Service détaillé

### 1861
Le 47th Ohio Infnatry part pour Clarkburg, Virginie le 27 août 1861 ; il fait route ensuite vers Weston le 29 août. Il participe à la bataille de Carnifex Ferry en Virginie le 10 septembre 1861. Il avance alors sur camp Lookout et Big Sewell Mountain entre le 24 et le 26 septembre. Il retraite vers le camp Anderson du 6 au 9 octobre. Il participe aux opérations dans la vallée de la Kanawha et dans la région de New River du 19 octobre au 16 novembre 1861.

### 1862
Il part pour Gauley Bridge le 6 décembre 1861 et y reste en service jusqu'au 23 avril 1862. Il participe à l'expédition sur Lewisburg du 23 avril au 10 mai 162. Il part pour Meadow Bluff le 29 mai. Il participa ensuite à l'expédition sur Salt Sulphur Springs du 22 au 25 juin 1862. Il y reste en service jusqu'en août 1862 où il part pour Gauley Bridge, puis pour Summerville le 3 septembre 1862. Il participe à la campagne dans la vallée de la Kanawha du 6 au 16 septembre 1862. Il retraite sur Gauley Bridge le 10 septembre. Il passe par Cotton Hill, Loop Creek, et Armstrong's Creek le 11 septembre 1862. Il est à Charleston le 12 septembre. Il reste en service à Point Pleasant et dans la vallée de la Kanawha jusqu'en décembre 1862.

### 1863
Il reçoit l'ordre de partir pour Louisville, Kenctuky le 30 décembre 1862 et ensuite pour Memphis, Tennessee et le 21 janvier 1863 pour Young's Point en Louisiane. Il participe à l'expédition sur Rolling Fork via Muddy, Steele's, et Black Bayous et Deer Creek du 14 au 27 mars 1863. Il participe aux démonstrations de Haines et de Drumgould's Bluffs du 29 avril au 2 mai 1863. Il part pour se joindre à l'armée derrière Vicksburg, Mississippi du 2 au 14 mai 1863 via Richmond et Grand Gulf. Il participe au siège de Vicksburg du 18 mai au 4 juillet 1863 au cours duquel il mène des assauts les 19 et 22 mai. Il avance ensuite sur Jackson, Mississippi entre le 4 et le 10 juillet 1863 et participe au siège de Jackson du 10 au 17 juillet 1863. Il stationne à Camp Sherman,et Big Black, jusqu'au 26 septembre. Il part pour Memphis, Tennessee, et marche ensuite sur Chattanooga du 26 septembre au 21 novembre 1863. Il participe aux opérations sur la voie ferrée de Memphis & Charleston en Alabama du 20 au 29 octobre 1863. Il est à Bear Creek, Tuscumbia, le 27 octobre 1863. Il participe à la campagne de Chattanooga-Ringgold du 23 au 27 novembre 1863. Il est à Tunnel Hill les 23 novembre 1863 et 24 novembre. Il participe à la bataille de Missionary Ridge le 25 novembre. Il participe à la poursuite vers Graysville du 26 au 27 novembre. Il se met en marche pour secourir Knoxville du 28 novembre au 8 décembre. Il retourne ensuite à Bellefonte, Alabama, puis part pour Larkins' Landing, Alabama.

### 1864
Le 47th Ohio Infantry mène une reconnaissance sur Rome 25 janvier au 5 février 1864. Certains soldats se réengagent le 8 mars 1864. Les vétérans obtiennent une permission entre le 18 mars et le 3 mai. Le régiment participe à la campagne d'Atlanta de mai à septembre 1864. Il fait des démonstrations sur Resaca du 8 mai au 13 mai. Il reste près de Resaca la 13 mai. Il participe à la bataille de Resaca les 14 et 15 mai 1864. Il avance sur Dallas entre le 18 mai et le 25 mai 1864. Il mène des opérations à Pumpkin Vine Creek et participe aux batailles pour Dallas, New Hope Church, et Allatoona Hills entre le 25 mai et le 5 juin 1864. Il participe aux opérations pour Mariatta et contre Kennesaw Mountain entre le 10 juin et le 2 juillet. Il participe à un assaut sur Kennesaw le 27 juin 1864. Il est à Nickajack Creek du 2 au 5 juillet et plus précisément à Ruff's Mills le 3 et 4 juillet. Il est aux environs de Chattahoochie River entre le 5 et le 17 juillet. Il participe à la bataille d'Atlanta le 22 juillet et à son siège entre le 22 juillet et le 25 août. Il participe à un mouvement de flanc sur Jonesboro entre le 25 et le 30 août 1864. Il participe à la Bataille de Jonesboro le 31 août et le 1er septembre. Il est à Lovejoy's Station entre le 2 et le 6 septembre. Il participe aux opérations contre Hood dans le nord de la Géorgie et dans le nord de l'Alabama du 29 septembre au 3 novembre. Il est à Turkeytown et à Gadsden Road le 25 octobre 1864. Il participe à la marche de Sherman vers la mer du 15 novembre au 10 décembre 1864. Il participe au siège de Savannah du 10 au 21 décembre. Il est à Fort McAllister le 13 décembre 1864.

### 1865
Il participe à la campagne des Carolines de janvier à avril 1865. Il est à Cannon's Bridge, South Edisto River, en Caroline du Sud, le 8 février 1865. Il est près de North Edisto River les 12 et 13 février 1865. Il est à Columbia du 15 au 17 février 1865. Il participe à la bataille de Bentonville, en Caroline du Nord les 20 et 21 mars 1865. Il participe à l'occupation de Goldsboro le 24 mars 1865. Il avance sur Raleigh du 10 au 14 avril 1865. Il est à Bennett's House le 26 avril. Le régiment est avec les troupes qui reçoivent la reddition de Johnston et de son armée. Il part à Washington, D.C., via Richmond, Virginie, entre le 29 avril et le 30 mai 1865. Il participe à la grande revue des armées le 24 mai 1865. Il part pour Louisville, Kentucky, en juin 1865 puis pour Little Rock, Arkansas, et y reste en service jusqu'en août 1865.

## Pertes
Le régiment perd un total de 219 hommes pendant son service ; 2 officiers et 80 hommes du rang tués ou blessés mortellement, 1 officier et 136 hommes du rang morts de maladie.

## Commandants
- Colonel Frederick Poschner
- Colonel Augustus Commodore Parry

## Membres célèbres
- Soldat Christian Albert, compagnie G - récipiendaire de la médaille d'honneur pour son action lors du siège de Vicksburg le 22 mai 1863 ;
- Soldat Frederick A. Ballen, compagnie B - récipiendaire de la médaille d'honneur pour son action lors du siège de Vicksburg, le 3 mai 1863 ;
- Premier sergent John H. Brown, compagnie A - récipiendaire de la médaille d'honneur pour son action lors du siège de Vicksburg, le 19 mai 1863 ;
- Assistant chirurgien Andrew Davidson - récipiendaire de la médaille d'honneur pour son action lors du siège de Vicksburg, le 3 mai 1863 ;
- Caporal Richard W. De Witt, compagnie D - récipiendaire de la médaille d'honneur pour son action lors du siège de Vicksburg, le 22 mai 1863 ;
- Soldat John N. Eckes, compagnie E - récipiendaire de la médaille d'honneur pour son action lors du siège de Vicksburg, le 22 mai 1863 ;
- Soldat Thomas Guinn, compagnie D - récipiendaire de la médaille d'honneur pour son action lors du siège de Vicksburg, le 22 mai 1863 ;
- Soldat John Hack, compagnie B - récipiendaire de la médaille d'honneur pour son action lors du siège de Vicksburg, le 3 mai 1863 ;
- Soldat Addison J. Hodges, compagnie B - récipiendaire de la médaille d'honneur pour son action lors du siège de Vicksburg, le 3 mai 1863 ;
- Corporal Henry Lewis, compagnie B - récipiendaire de la médaille d'honneur pour son action lors du siège de Vicksburg, le 3 mai 1863 ;
- Corporal Henry H. Nash, compagnie B - récipiendaire de la médaille d'honneur pour son action lors du siège de Vicksburg, le 3 mai 1863 ;
- Soldat Henry C. Peters, compagnie B - récipiendaire de la médaille d'honneur pour son action lors du siège de Vicksburg, le 3 mai 1863 ;
- Soldat Peter Sype, compagnie B - récipiendaire de la médaille d'honneur pour son action lors du siège de Vicksburg, le 3 mai 1863 ;
- Captain William Henry Ward, compagnie B - récipiendaire de la médaille d'honneur pour son action lors du siège de Vicksburg, le 3 mai 1863.